# Вей Сяоюань
Вей Сяоюань (кит.: 韦筱圆 Wei Xiaoyuan, нар. 25 серпня 2004, Гуансі-Чжуанський автономний район, Китай) — китайська гімнастка. Чемпіонка світу, призерка юніорського чемпіонату світу.

## Спортивна кар'єра
Спортивною гімнастикою займається з шести років.

## Результати на турнірах
| Рік                | Змагання         | КБ | ІБ | Опорний стрибок | Різновисокі бруси | Колода | Вільні вправи |
| ------------------ | ---------------- | -- | -- | --------------- | ----------------- | ------ | ------------- |
| Юніорські змагання |                  |    |    |                 |                   |        |               |
| 2019               | Чемпіонат світу  | 2  |    |                 | 3                 | 2      |               |
| Дорослі змагання   |                  |    |    |                 |                   |        |               |
| 2021               | Чемпіонат Китаю  | 10 | 7  |                 | 2                 |        |               |
| 2021               | Національні ігри |    | 1  |                 | 3                 |        | 8             |
| 2021               | Чемпіонат світу  |    | 6  |                 | 1                 |        |               |
| 2022               | Чемпіонат Азії   | 1  |    |                 | 1                 |        |               |
| 2022               | Чемпіонат Китаю  | 4  | 5  |                 | 2                 |        |               |
| 2022               | Чемпіонат світу  | 6  |    |                 | 1                 |        |               |
| 2023               | Універсіада      | 1  |    |                 |                   |        |               |